# Лаврищева, Галина Ивановна
Галина Ивановна Лаврищева (1918—2002) — советский и российский учёный-патоморфолог, специалист в области изучения регенерации и трансплантации тканей опорно-двигательного аппарата, доктор медицинских наук (1969), профессор (1971). Лауреат Государственной премии СССР в области науки и техники (1981) и Лауреат Государственной премии Российской Федерации в области науки и техники (1999).

## Биография
Родилась 10 декабря 1918 года в город Малоархангельске Орловской губернии.
В 1931 году окончила пять классов во 2-й Малоархангельской школе и Московскую среднюю школу. В 1941 году досрочно окончила Первый Московский Медицинский институт и ординатуру при Центральный научно-исследовательский институт травматологии и ортопедии имени Н. Н. Приорова, после окончании ординатуры была назначена младшим научным сотрудником при этом институте.
С 1942 года призвана в ряды РККА, с 1942 по 1945 годы — участник Великой Отечественной войны, служила фронтовым хирургом в 1-й танковой армии, прошла боевой путь от Москвы до Вены, воевала на Воронежском и 1-м Украинском фронтах. 18 мая 1945 года Указом Президиума Верховного Совета СССР была награждена Орденом Красной Звезды. Войну закончила в звании — старший лейтенант медицинской службы.
С 1945 по 1987 годы продолжила работать в ЦНИИ травматологии и ортопедии имени Н. Н. Приорова — врач патологоанатомического отделения, старшим научным сотрудником и руководителем патологоанатомического отделения. В 1981 году Г. И. Лаврищева «за участие в разработке и успешное применение новых методов в хирургии» стала Лауреатом Государственной премии СССР.
В 1957 году защитила кандидатскую диссертацию на тему: «Гомопластика костными осколками при дефектах длинных трубчатых костей», в 1969 году — докторскую диссертацию на тему: «Репаративная регенерация костей в различных условиях».
В 1987 году вышла на пенсию, но продолжала заниматься научной работой до последних дней своей жизни. В 1999 году «за цикл работ по теоретическому обоснованию оптимальных условий репаративной регенерации опорных органов и тканей» Г. И. Лаврищева стала лауреатом Государственной премии Российской Федерации.
Г. И. Лаврищева внесла большой вклад в патофизиологию опорных органов и травматологию. Г. И. Лаврищевой проведена серия исследований по изучению репаративной регенерации костей, хряща, сухожилий, связок и фасций, а также разработка методики трансплантации кости, пересадки органов и тканей, и обосновано преимущество пластики больших дефектов костей расщеплёнными трансплантатами с сохранением нативных свойств костной ткани. Проведены работы по изучению консервации опорных тканей, предназначенных для трансплантации по изучению кровоснабжения и микроциркуляции кости, влияния перегрузок на кость, регенерации хряща, стимуляции остеосинтеза, патогенеза костных кист и некоторых опухолей костей. Г. И. Лаврищевой внесён значительный вклад в дело подготовки национальных кадров врачей-хирургов для Узбекистана, Молдавии, Белоруссии. Под её руководством и при её консультации выполнено 55 диссертационных работ.

Могила на Рогожском кладбище

Скончалась 27 сентября 2002 года в городе Москва, похоронена на Рогожском кладбище (9 уч.).

## Основные труды
- Лаврищева Г. И. Гомопластика костными осколками при дефектах длинных трубчатых костей / М-во здравоохранения РСФСР. 2-й Моск. гос. мед. ин-т им. Н. И. Пирогова. [М-во здравоохранения СССР. Центр. науч.-исслед. ин-т травматологии и ортопедии]. — Москва : 1957 г. — 16 с.
- Лаврищева Г. И. Репаративная регенерация костей в различных условиях / Центр. ин-т травматологии и ортопедии. — Москва: 1969 г. — 16 с.
- Лаврищева Г. И. Регенерация и кровоснабжение кости / Г. И. Лаврищева, С. П. Карпов, И. С. Бачу; Отв. ред. Н. А. Тестемицану. — Кишинев : Штиинца, 1981 г. — 167 с.
- Лаврищева Г. И. Морфологические и клинические аспекты репаративной регенерации опорных органов и тканей / Г. И. Лаврищева, Г. А. Оноприенко. — М. : Медицина, 1996 г. — 206 с. — ISBN 5-225-02260-X

## Награды
- Орден Отечественной войны II степени (2000)
- Орден Красной Звезды (18.05.1945)
- Медаль «За боевые заслуги»
- Медаль «За взятие Вены»

### Премии
- Государственная премия СССР в области науки и техники (1981 — «За участие в разработке и успешное применение новых методов в хирургии»)
- Лауреаты Государственной премии Российской Федерации в области науки и техники (1999 — «За цикл работ по теоретическому обоснованию оптимальных условий репаративной регенерации опорных органов и тканей»)